# Lijst van winnaars tijdens de Hahnenkammwedstrijden
Hieronder volgt een lijst van winnaars tijdens de Hahnenkammwedstrijden, die ieder jaar in januari in Kitzbühel, Oostenrijk, worden gehouden.
| Jaar | Afdaling                                                                                      | Slalom                                                      | Combinatie (klassiek)                | Super G                          |  |
| ---- | --------------------------------------------------------------------------------------------- | ----------------------------------------------------------- | ------------------------------------ | -------------------------------- |  |
| 2025 | James Crawford (Canada)                                                                       | Clément Noël (Frankrijk)                                    | -                                    | Marco Odermatt (Oostenrijk)      |  |
| 2024 | Cyprien Sarrazin (Frankrijk) + extra race Cyprien Sarrazin (Frankrijk)                        | Linus Strasser (Duitsland)                                  | -                                    | -                                |  |
| 2023 | Aleksander Aamodt Kilde (Noorwegen) + extra race Vincent Kriechmayr (Oostenrijk)              | Daniel Yule (Zwitserland)                                   | -                                    | -                                |  |
| 2022 | Beat Feuz (Zwitserland) + extra race Aleksander Aamodt Kilde (Noorwegen)                      | David Ryding (Verenigd Koninkrijk)                          | -                                    | -                                |  |
| 2021 | Beat Feuz (Zwitserland) + extra race Beat Feuz (Zwitserland)                                  | -                                                           | -                                    | Vincent Kriechmayr (Oostenrijk)  |  |
| 2020 | Matthias Mayer (Oostenrijk)                                                                   | Daniel Yule (Zwitserland)                                   | -                                    | Kjetil Jansrud (Noorwegen)       |  |
| 2019 | Dominik Paris (Italië)                                                                        | Clément Noël (Frankrijk)                                    | -                                    | Josef Ferstl (Duitsland)         |  |
| 2018 | Thomas Dreßen (Duitsland)                                                                     | Henrik Kristoffersen (Noorwegen)                            | -                                    | Aksel Lund Svindal (Noorwegen)   |  |
| 2017 | Dominik Paris (Italië)                                                                        | Marcel Hirscher (Oostenrijk)                                | -                                    | Matthias Mayer (Oostenrijk)      |  |
| 2016 | Peter Fill (Italië)                                                                           | Henrik Kristoffersen (Noorwegen)                            | Alexis Pinturault (Frankrijk)        | Aksel Lund Svindal (Noorwegen)   |  |
| 2015 | Kjetil Jansrud (Noorwegen)                                                                    | Mattias Hargin (Zweden)                                     | Alexis Pinturault (Frankrijk)        | Dominik Paris (Italië)           |  |
| 2014 | Hannes Reichelt (Oostenrijk)                                                                  | Felix Neureuther (Duitsland)                                | Alexis Pinturault (Frankrijk)        | Didier Defago (Zwitserland)      |  |
| 2013 | Dominik Paris (Italië)                                                                        | Marcel Hirscher (Oostenrijk)                                | Ivica Kostelić (Kroatië)             | Aksel Lund Svindal (Noorwegen)   |  |
| 2012 | Didier Cuche (Zwitserland)                                                                    | Cristian Deville (Italië)                                   | Ivica Kostelić (Kroatië)             |                                  |  |
| 2011 | Didier Cuche (Zwitserland)                                                                    | Jean-Baptiste Grange (Frankrijk)                            | Ivica Kostelic (Kroatië)             | Ivica Kostelic (Kroatië)         |  |
| 2010 | Didier Cuche (Zwitserland)                                                                    | Felix Neureuther (Duitsland)                                | Ivica Kostelic (Kroatië)             | Didier Cuche (Zwitserland)       |  |
| 2009 | Didier Défago (Zwitserland)                                                                   | Julien Lizeroux (Frankrijk)                                 | Silvan Zurbriggen (Zwitserland)      | Klaus Kroell (Oostenrijk)        |  |
| 2008 | Didier Cuche (Zwitserland)                                                                    | Jean-Baptiste Grange (Frankrijk)                            | Bode Miller (Verenigde Staten)       | Marco Buechel (Liechtenstein)    |  |
| 2007 | -                                                                                             | Jens Byggmark (Zweden) + extra race: Jens Byggmark (Zweden) | -                                    | -                                |  |
| 2006 | Michael Walchhofer (Oostenrijk)                                                               | Jean-Pierre Vidal (Frankrijk)                               | Benjamin Raich (Oostenrijk)          | Hermann Maier (Oostenrijk)       |  |
| 2005 | -                                                                                             | Manfred Pranger (Oostenrijk)                                | -                                    | Hermann Maier (Oostenrijk)       |  |
| 2004 | Stephan Eberharter (Oostenrijk) + extra race: Lasse Kjus (Noorwegen)                          | Kalle Palander (Finland)                                    | Bode Miller (Verenigde Staten)       | Daron Rahlves (Verenigde Staten) |  |
| 2003 | Daron Rahlves (Verenigde Staten) (ingekorte race)                                             | Kalle Palander (Finland)                                    | Michael Walchhofer (Oostenrijk)      | Hermann Maier (Oostenrijk)       |  |
| 2002 | Stephan Eberharter (Oostenrijk)                                                               | Rainer Schönfelder (Oostenrijk)                             | Kjetil Andre Aamodt (Noorwegen)      | Stephan Eberharter (Oostenrijk)  |  |
| 2001 | Hermann Maier (Oostenrijk)                                                                    | Benjamin Raich (Oostenrijk)                                 | Lasse Kjus (Noorwegen)               | Hermann Maier (Oostenrijk)       |  |
| 2000 | Fritz Strobl (Oostenrijk)                                                                     | Mario Matt (Oostenrijk)                                     | Kjetil Andre Aamodt (Noorwegen)      | Hermann Maier (Oostenrijk)       |  |
| 1999 | Hans Knauss (Oostenrijk) + extra race: Lasse Kjus (Noorwegen)                                 | Jure Kosir (Slovenië)                                       | Kjetil Andre Aamodt (Noorwegen)      | -                                |  |
| 1998 | Kristian Ghedina (Italië) + extra race: Didier Cuche (Zwitserland)                            | Thomas Stangassinger (Oostenrijk)                           | Kjetil Andre Aamodt (Noorwegen)      | -                                |  |
| 1997 | Fritz Strobl (Oostenrijk) (recordtijd) + extra race: Luc Alphand (Frankrijk)                  | Mario Reiter (Oostenrijk)                                   | Lasse Kjus (Noorwegen)               | -                                |  |
| 1996 | Günther Mader (Oostenrijk)                                                                    | Thomas Sykora (Oostenrijk)                                  | Günther Mader (Oostenrijk)           | -                                |  |
| 1995 | Luc Alphand (Frankrijk) + extra race: Luc Alphand (Frankrijk)                                 | Alberto Tomba (Italië)                                      | Marc Girardelli (Luxemburg)          | Günther Mader (Oostenrijk)       |  |
| 1994 | Patrick Ortlieb (Oostenrijk)                                                                  | Thomas Stangassinger (Oostenrijk)                           | Lasse Kjus (Noorwegen)               | -                                |  |
| 1993 | -                                                                                             | -                                                           | -                                    | -                                |  |
| 1992 | Franz Heinzer (Zwitserland) + extra race: Franz Heinzer (Zwitserland)                         | Alberto Tomba (Italië)                                      | Paul Accola (Zwitserland)            | -                                |  |
| 1991 | Franz Heinzer (Zwitserland)                                                                   | Marc Girardelli (Luxemburg)                                 | Marc Girardelli (Luxemburg)          | -                                |  |
| 1990 | Atle Skaardal (Noorwegen) (Sprint afdaling)                                                   | Rudolph Nierlich (Oostenrijk)                               | Pirmin Zurbriggen (Zwitserland)      | -                                |  |
| 1989 | Daniel Mahrer (Zwitserland) + extra race: Marc Girardelli (Luxemburg)                         | Armin Bittner (Duitsland)                                   | Marc Girardelli (Luxemburg)          | -                                |  |
| 1988 | -                                                                                             | -                                                           | -                                    | -                                |  |
| 1987 | Pirmin Zurbriggen (Zwitserland)                                                               | Bojan Krizaj (Slovenië)                                     | Pirmin Zurbriggen (Zwitserland)      | -                                |  |
| 1986 | Peter Wirnsberger (Oostenrijk) + extra race: Peter Wirnsberger (Oostenrijk)                   | Paul Frommelt (Liechtenstein)                               | Pirmin Zurbriggen (Zwitserland)      | -                                |  |
| 1985 | Pirmin Zurbriggen (Zwitserland) + extra race: Pirmin Zurbriggen (Zwitserland)                 | Marc Girardelli (Luxemburg)                                 | Andreas Wenzel (Liechtenstein)       | -                                |  |
| 1984 | Franz Klammer (Oostenrijk)                                                                    | Marc Girardelli (Luxemburg)                                 | Anton Steiner (Oostenrijk)           | -                                |  |
| 1983 | Todd Brooker (Canada)+ extra race: Bruno Kernen I (Zwitserland)                               | Ingemar Stenmark (Zweden)                                   | Phil Mahre (Verenigde Staten)        | -                                |  |
| 1982 | Steve Podborski (Canada)                                                                      | Ingemar Stenmark (Zweden)                                   | Phil Mahre (Verenigde Staten)        | -                                |  |
| 1981 | Steve Podborski (Canada)                                                                      | Ingemar Stenmark (Zweden)                                   | Phil Mahre (Verenigde Staten)        | -                                |  |
| 1980 | Ken Read (Canada)                                                                             | Andreas Wenzel (Liechtenstein)                              | Andreas Wenzel (Liechtenstein)       | -                                |  |
| 1979 | Sepp Ferstl (Duitsland)                                                                       | Christian Neureuther (Duitsland)                            | Anton Steiner (Oostenrijk)           | -                                |  |
| 1978 | Josef Walcher (Oostenrijk) / Sepp Ferstl (Duitsland) + extra race: Josef Walcher (Oostenrijk) | Klaus Heidegger (Oostenrijk)                                | Patrice Pellat-Finet (Frankrijk)     | -                                |  |
| 1977 | Franz Klammer (Oostenrijk)                                                                    | Ingemar Stenmark (Zweden)                                   | Gustav Thoeni (Italië)               | -                                |  |
| 1976 | Franz Klammer (Oostenrijk)                                                                    | Ingemar Stenmark (Zweden)                                   | Walter Tresch (Zwitserland)          | -                                |  |
| 1975 | Franz Klammer (Oostenrijk)                                                                    | Piero Gros (Italië)                                         | Gustav Thoeni (Italië)               | -                                |  |
| 1974 | Roland Colombin (Zwitserland)                                                                 | Hansi Hinterseer (Oostenrijk)                               | Gustav Thoeni (Italië)               | -                                |  |
| 1973 | Roland Colombin (Zwitserland)                                                                 | Jean Noel Augert (Frankrijk)                                | Bob Cochran (Verenigde Staten)       | -                                |  |
| 1972 | Karl Schranz (Oostenrijk) + extra race: Karl Schranz (Oostenrijk)                             | Jean Noel Augert (Frankrijk)                                | Henri Duvillard (Frankrijk)          | -                                |  |
| 1971 | Bernhard Russi (Zwitserland) (in Megève, Frankrijk)                                           | Jean Noel Augert (Frankrijk)                                | Henri Duvillard (Frankrijk)          | -                                |  |
| 1970 | Dumeng Giovanoli (Zwitserland) (Reuzenslalom)                                                 | Patrick Russel (Frankrijk)                                  | Patrick Russel (Frankrijk)           | -                                |  |
| 1969 | Karl Schranz (Oostenrijk)                                                                     | Patrick Russel (Frankrijk)                                  | Guy Perillat (Frankrijk)             | -                                |  |
| 1968 | Gerhard Nenning (Oostenrijk)                                                                  | Dumeng Giovanoli (Zwitserland)                              | Jean-Claude Killy (Frankrijk)        | -                                |  |
| 1967 | Jean-Claude Killy (Frankrijk)                                                                 | Jean-Claude Killy (Frankrijk)                               | Jean-Claude Killy (Frankrijk)        | -                                |  |
| 1966 | Karl Schranz (Oostenrijk)                                                                     | Jean-Claude Killy (Frankrijk)                               | Karl Schranz (Oostenrijk)            | -                                |  |
| 1965 | Ludwig Leitner (Duitsland)                                                                    | Jean-Claude Killy (Frankrijk)                               | Jean-Claude Killy (Frankrijk)        | -                                |  |
| 1964 | -                                                                                             | -                                                           | -                                    | -                                |  |
| 1963 | Egon Zimmermann (Oostenrijk)                                                                  | Ludwig Leitner (Duitsland)                                  | Egon Zimmermann (Oostenrijk)         | -                                |  |
| 1962 | Willi Forrer (Zwitserland)                                                                    | Chuck Ferries (Verenigde Staten)                            | Gerhard Nenning (Oostenrijk)         | -                                |  |
| 1961 | Guy Perillat (Frankrijk)                                                                      | Gerhard Nenning (Oostenrijk)                                | Guy Perillat (Frankrijk)             | -                                |  |
| 1960 | Adrien Duvillard (Frankrijk)                                                                  | Adrian Duvillard (Frankrijk)                                | Adrian Duvillard (Frankrijk)         | -                                |  |
| 1959 | Bud Werner (Verenigde Staten)                                                                 | Anderl Molterer (Oostenrijk)                                | Anderl Molterer (Oostenrijk)         | -                                |  |
| 1958 | Anderl Molterer (Oostenrijk)                                                                  | Anderl Molterer (Oostenrijk)                                | Anderl Molterer (Oostenrijk)         | -                                |  |
| 1957 | Toni Sailer (Oostenrijk)                                                                      | Josl Rieder (Oostenrijk)                                    | Josl Rieder (Oostenrijk)             | -                                |  |
| 1956 | Toni Sailer (Oostenrijk)                                                                      | Toni Sailer (Oostenrijk)                                    | Toni Sailer (Oostenrijk)             | -                                |  |
| 1955 | Anderl Molterer (Oostenrijk)                                                                  | Toni Spiss (Oostenrijk)                                     | Anderl Molterer (Oostenrijk)         | -                                |  |
| 1954 | Christian Pravda (Oostenrijk)                                                                 | Toni Spiss (Oostenrijk)                                     | Christian Pravda (Oostenrijk)        | -                                |  |
| 1953 | Bernhard Perren (Zwitserland)                                                                 | Anderl Molterer (Oostenrijk)                                | Anderl Molterer (Oostenrijk)         | -                                |  |
| 1952 | -                                                                                             | -                                                           | -                                    | -                                |  |
| 1951 | Christian Pravda (Oostenrijk)                                                                 | Christian Pravda (Oostenrijk)                               | Christian Pravda (Oostenrijk)        | -                                |  |
| 1950 | Fritz Huber jr. (Oostenrijk)                                                                  | Sepp Folger (Duitsland)                                     | Fritz Huber jr. (Oostenrijk)         | -                                |  |
| 1949 | Egon Schöpf (Oostenrijk)                                                                      | Egon Schöpf (Oostenrijk)                                    | Egon Schöpf (Oostenrijk)             | -                                |  |
| 1948 | Helmut Lantschner (Oostenrijk)                                                                | Thaddäus Schwabl (Oostenrijk)                               | Helmut Lantschner (Oostenrijk)       | -                                |  |
| 1947 | Karl Feix (Oostenrijk)                                                                        | Christian Pravda (Oostenrijk)                               | Christian Pravda (Oostenrijk)        | -                                |  |
| 1946 | Thaddäus Schwabl (Oostenrijk)                                                                 | Antonin Sponar (Tsjechië)                                   | Karl Koller (Oostenrijk)             | -                                |  |
| 1945 | geen wedstrijden tijdens de Tweede Wereldoorlog                                               | -                                                           | -                                    | -                                |  |
| 1938 | -                                                                                             | -                                                           | -                                    | -                                |  |
| 1937 | Thaddäus Schwabl (Oostenrijk)                                                                 | Willy Walch (Oostenrijk)                                    | Willy Walch (Oostenrijk)             | -                                |  |
| 1936 | Friedl Pfeifer (Oostenrijk)                                                                   | Rudi Matt (Oostenrijk)                                      | Rudi Matt (Oostenrijk)               | -                                |  |
| 1935 | Siegfried Engl (Oostenrijk)                                                                   | Siegfried Engl (Oostenrijk)                                 | Siegfried Engl (Oostenrijk)          | -                                |  |
| 1934 | -                                                                                             | -                                                           | -                                    | -                                |  |
| 1933 | -                                                                                             | -                                                           | -                                    | -                                |  |
| 1932 | Walter Prager (Zwitserland)                                                                   | Hans Hauser (Oostenrijk)                                    | Hans Hauser (Oostenrijk)             | -                                |  |
| 1931 | Ferdl Friedensbacher (Oostenrijk)                                                             | Hans Mariacher (Oostenrijk)                                 | Gordon N. Cleaver (Groot-Brittannië) | -                                |  |